# Hâmeza de Ispaã
Hâmeza ibne Haçane [ibne] Almuadibe de Ispaã, (Hamza ibn al-Hasan [ibn] al-Mu'addib al-Isfahani; ca. 893 (1132 anos) - após 961), melhor conhecido como Hâmeza de Ispaã (português brasileiro) ou Ispaão (português europeu), foi um lexicógrafo, historiador e poeta do século X. Passou boa parte de sua vida em sua cidade natal de Ispaã. Se sabe que visitou Baguedade três vezes, uma delas em 920/1 e outra em 935. Manteve contatos com outros estudiosos de seu tempo como Tabari e ibne Duraide. De suas obras, sobreviventes ou citadas, se conhece: uma história de Ispaã, que informação política e biográfica; uma cronologia das dinastias pré-islâmicas e islâmicas; o al-Amthal ala af'al e o al-Amthal al-sadira 'an buyut al-xi'r, que lidam com provérbios; uma edição do divã de Abu Nuas; o kitab Madahik al-ax'ar; o Ris. al-ax'ar alsa'ira fi 'l-nayrus wa-'l-mihrandjan; o Muwazana (bayn al'arabi wa-'l-'adjami) sobre a etimologia de palavras persas; e o al-Tanbih 'al-taxif sobre erros de grafia derivados do cúfico.